# LSV Reinecke Brieg
LSV Reinecke Brieg was een Duitse voetbalclub uit Brieg, dat tegenwoordig het Poolse Brzeg is.

## Geschiedenis
De club werd in 1936 opgericht in Hildesheim als LSV Reinecke Hildesheim. In 1939 verhuisde de club naar het Neder-Silezische Brieg. De club speelde vanaf 1941 in de Gauliga Niederschlesien en werd al in het eerste seizoen vicekampioen, met één punt achterstand op Breslauer SpVgg 02. Het seizoen erop werd de club kampioen. De club mocht hierdoor naar de eindronde om de Duitse landstitel, waar ze een 0-8 pak rammel kregen van First Vienna FC 1894. Het seizoen erop werd de Gauliga onderverdeeld in meerdere groepen en Brieg werd tweede achter SC Vorwärts Breslau. In 1944 werd de club opgeheven.

## Erelijst
Gauliga Niederschlesien
1943